# Szujetkai járás
A Szujetkai járás (oroszul: Суетский район) Oroszország egyik járása az Altaji határterületen. Székhelye Verh-Szujetka.

A Szujetkai járás az Altaji határterületen

## Népesség
- 2002-ben 6 760 lakosa volt, melyből 5 409 orosz, 616 német, 505 ukrán, 76 örmény, 27 csecsen, 26 fehérorosz, 20 kazah, 11 görög stb.
- 2010-ben 5 120 lakosa volt.